# Copa Libertadores 2025
La Copa Libertadores 2025, denominada oficialmente Copa Conmebol Libertadores 2025, es la sexagésima sexta edición del torneo de clubes más importante de América del Sur, organizado por la Conmebol. Participan equipos de diez países sudamericanos: Argentina, Bolivia, Brasil, Chile, Colombia, Ecuador, Paraguay, Perú, Uruguay y Venezuela.
La final de la competición se disputará el 29 de noviembre en el Estadio Monumental de Lima, Perú.
El campeón del torneo jugará la Copa Intercontinental de la FIFA 2025, la Recopa Sudamericana 2026, la Copa Libertadores 2026 y la Copa Mundial de Clubes de la FIFA 2029.

## Formato
La competencia cuenta con tres fases clasificatorias de eliminación directa, en las que participan diecinueve equipos, de los cuales cuatro lograrán la clasificación para la fase de grupos donde se sumarán a los veintiocho ya clasificados.
Los dos primeros de cada zona de la fase de grupos accederán a las cuatro fases finales (octavos y cuartos de final, semifinales y final), también de eliminación directa, hasta determinar al campeón. Además, 12 equipos serán transferidos a la Copa Sudamericana 2025 (los 4 perdedores de la fase 3 pasan a la fase de grupos de ese torneo, y los terceros de la fase de grupos lo harán en el repechaje para los octavos de final contra los segundos de la fase de grupos de esa misma competición).
|                             |                             | Equipos que entran en esta fase | Equipos que provienen de la fase anterior                                           |
| --------------------------- | --------------------------- | --- | ----------------------------------------------------------------------------------- |
| Fase 1 (6 equipos)          | Fase 1 (6 equipos)          | - 1 equipo de Bolivia, Ecuador, Paraguay, Perú, Uruguay y Venezuela |                                                                                     |
| Fase 2 (16 equipos)         | Fase 2 (16 equipos)         | - 2 equipos de Brasil, Chile y Colombia. - 1 equipo de Argentina, Bolivia, Ecuador, Paraguay, Perú, Uruguay y Venezuela                                                                                     | - 3 ganadores de la fase 1                                                          |
| Fase 3 (8 equipos)          | Fase 3 (8 equipos)          | | - 8 ganadores de la fase 2                                                          |
| Fase de grupos (32 equipos) | Fase de grupos (32 equipos) | - 5 equipos de Brasil y Argentina - 2 equipos de Chile, Colombia, Bolivia, Ecuador, Paraguay, Perú, Uruguay y Venezuela - El campeón de la Copa Libertadores 2024 - El campeón de la Copa Sudamericana 2024 | - 4 ganadores de la fase 3                                                          |
| Fases finales (16 equipos)  | Fases finales (16 equipos)  | | - 8 equipos primeros de la fase de grupos - 8 equipos segundos de la fase de grupos |

### Distribución
| Asociación                           | Cupos | Fase de grupos | Fase 3 | Fase 2 | Fase 1 |
| ------------------------------------ | ----- | -------------- | ------ | ------ | ------ |
| Brasil                               | 7     | 5              |        | 2      |        |
| Argentina                            | 6     | 5              | 1      |        |        |
| Chile                                | 4     | 2              | 2      |        |        |
| Colombia                             | 4     | 2              | 2      |        |        |
| Bolivia                              | 4     | 2              | 1      | 1      |        |
| Ecuador                              | 4     | 2              | 1      | 1      |        |
| Paraguay                             | 4     | 2              | 1      | 1      |        |
| Perú                                 | 4     | 2              | 1      | 1      |        |
| Uruguay                              | 4     | 2              | 1      | 1      |        |
| Venezuela                            | 4     | 2              | 1      | 1      |        |
| Campeón de la Copa Libertadores 2024 | 1     | 1              |        |        |        |
| Campeón de la Copa Sudamericana 2024 | 1     | 1              |        |        |        |
| Fase anterior                        | –     | 4              | 8      | 3      |        |
| Total                                | 47    | 32             | 8      | 16     | 6      |

### Calendario
El calendario está planificado de la siguiente manera.
| Fase         | Ronda            | Fecha de sorteo         | Ida                 | Vuelta              |
| ------------ | ---------------- | ----------------------- | ------------------- | ------------------- |
| Preliminar   | Fase 1           | 19 de diciembre de 2024 | 4–6 de febrero      | 11–13 de febrero    |
| Preliminar   | Fase 2           | 19 de diciembre de 2024 | 18–20 de febrero    | 25–27 de febrero    |
| Preliminar   | Fase 3           | 19 de diciembre de 2024 | 4–6 de marzo        | 11–13 de marzo      |
| Grupos       | Fecha 1          | 17 de marzo             | 1–3 de abril        | 1–3 de abril        |
| Grupos       | Fecha 2          | 17 de marzo             | 8–10 de abril       | 8–10 de abril       |
| Grupos       | Fecha 3          | 17 de marzo             | 22–24 de abril      | 22–24 de abril      |
| Grupos       | Fecha 4          | 17 de marzo             | 6–8 de mayo         | 6–8 de mayo         |
| Grupos       | Fecha 5          | 17 de marzo             | 13–15 de mayo       | 13–15 de mayo       |
| Grupos       | Fecha 6          | 17 de marzo             | 27–29 de mayo       | 27–29 de mayo       |
| Eliminatoria | Octavos de final | 2 de junio              | 12–14 de agosto     | 19–21 de agosto     |
| Eliminatoria | Cuartos de final | 2 de junio              | 16–18 de septiembre | 23–25 de septiembre |
| Eliminatoria | Semifinales      | 2 de junio              | 21–22 de octubre    | 28–29 de octubre    |
| Eliminatoria | Final            | 2 de junio              | 29 de noviembre     | 29 de noviembre     |

## Sede de la final
Originalmente, las candidaturas para albergar la final de la Copa Libertadores 2025 incluían al estadio Mané Garrincha de Brasilia y al estadio Centenario de Montevideo. La Confederación Brasileña de Fútbol había confirmado mediante un comunicado que postulaba al Mané Garrincha, con el apoyo formal del gobernador del Distrito Federal, Ibaneis Rocha. Por su parte, el Centenario también aspiraba a ser sede, destacando que ya había albergado una final de Libertadores bajo el régimen de estadio único (Flamengo vs. Palmeiras en 2021), aunque su capacidad —60 235 espectadores— es inferior a la del estadio brasileño.
Finalmente, el 28 de abril, Alejandro Domínguez, presidente de la CONMEBOL, anunció a través de sus redes sociales que la final de la Copa Libertadores 2025 se disputará en Lima, Perú.
El 11 de agosto, la CONMEBOL oficializó que la final se disputará en el Estadio Monumental. De esta manera, el estadio de la capital peruana albergará la segunda final bajo el formato de partido único instaurado en 2019, año en que recibió la final entre River Plate y Flamengo.
| Perú                         |            |
| Ciudad                       | Estadio    |
| Lima                         | Monumental |
|                              |            |
| 80 093 espectadores          |            |
| Final Copa Libertadores 2025 |            |

## Participantes
| País                                                        | Equipo                                                                                                   | Vía de clasificación |
| ----------------------------------------------------------- | --- | --- |
| Argentina 6 cupos + campeón vigente de la Copa Sudamericana | Racing Club Vélez Sarsfield Estudiantes (LP) Central Córdoba (SdE) Talleres (C) River Plate Boca Juniors | Campeón de la Copa Sudamericana 2024 Campeón de la Liga Profesional 2024 Campeón de la Copa de la Liga Profesional 2024 Campeón de la Copa Argentina 2024 1.er ubicado en la tabla general de la temporada 2024 2.º ubicado en la tabla general de la temporada 2024 3.er ubicado en la tabla general de la temporada 2024                                                   |
| Bolivia 4 cupos                                             | San Antonio Bulo Bulo Bolívar The Strongest Blooming                                                     | Ganador del Torneo Apertura 2024 Ganador del Torneo Clausura 2024 1.er ubicado de la tabla acumulada de la Primera División de Bolivia 2024 5.º ubicado de la tabla acumulada de la Primera División de Bolivia 2024 |
| Brasil 7 cupos + campeón vigente de la Copa Libertadores    | Botafogo Flamengo Palmeiras Fortaleza Internacional São Paulo Corinthians Bahia                          | Campeón de la Copa Libertadores 2024 Campeón de la Copa de Brasil 2024 Subcampeón del Campeonato Brasileño Serie A 2024 4.º puesto del Campeonato Brasileño Serie A 2024 5.º puesto del Campeonato Brasileño Serie A 2024 6.º puesto del Campeonato Brasileño Serie A 2024 7.º puesto del Campeonato Brasileño Serie A 2024 8.º puesto del Campeonato Brasileño Serie A 2024 |
| Chile 4 cupos                                               | Colo-Colo Universidad de Chile Deportes Iquique Ñublense                                                 | Campeón de la Primera División de Chile 2024 Subcampeón de la Primera División de Chile 2024 3.er puesto de la Primera División de Chile 2024 Subcampeón de la Copa Chile 2024 |
| Colombia 4 cupos                                            | Atlético Bucaramanga Atlético Nacional Deportes Tolima Santa Fe                                          | Campeón del Torneo Apertura 2024 Campeón del Torneo Finalización 2024 1.er ubicado de la tabla de reclasificación de la Categoría Primera A 2024 2.º ubicado de la tabla de reclasificación de la Categoría Primera A 2024 |
| Ecuador 4 cupos                                             | Liga de Quito Independiente del Valle Barcelona El Nacional                                              | Campeón de la Serie A de Ecuador 2024 Subcampeón de la Serie A de Ecuador 2024 1.er ubicado de la tabla acumulada de la Serie A de Ecuador 2024 Campeón de la Copa Ecuador 2024 |
| Paraguay 4 cupos                                            | Olimpia Libertad Cerro Porteño Nacional                                                                  | Campeón del Torneo Clausura 2024, mejor ubicado en la tabla acumulada de la temporada Campeón del Torneo Apertura 2024, peor ubicado en la tabla acumulada de la temporada 2.º puesto de la tabla acumulada de la Primera División de Paraguay 2024 Subcampeón de la Copa Paraguay 2024                                                                                      |
| Perú 4 cupos                                                | Universitario Sporting Cristal Melgar Alianza Lima                                                       | Campeón de la Liga1 de Perú 2024 Subcampeón de la Liga1 de Perú 2024 3.er puesto de la tabla acumulada de la Liga1 de Perú 2024 4.º puesto de la tabla acumulada de la Liga1 de Perú 2024 |
| Uruguay 4 cupos                                             | Peñarol Nacional Boston River Defensor Sporting                                                          | Campeón del Campeonato Uruguayo de Primera División 2024 1.er ubicado en la tabla anual no finalista del Campeonato Uruguayo de Primera División 2024 2.º ubicado en la tabla anual no finalista del Campeonato Uruguayo de Primera División 2024 3.er ubicado en la tabla anual no finalista del Campeonato Uruguayo de Primera División 2024                               |
| Venezuela 4 cupos                                           | Deportivo Táchira Carabobo Universidad Central Monagas                                                   | Campeón de la Primera División de Venezuela 2024 Subcampeón de la Primera División de Venezuela 2024 2.º ubicado de la tabla acumulada de la Primera División de Venezuela 2024 3.er ubicado de la tabla acumulada de la Primera División de Venezuela 2024 |

### Distribución geográfica de los equipos
Distribución geográfica de las sedes de los equipos participantes:

## Sorteo

### Fase preliminar
El sorteo de la Fase preliminar se realizó el 19 de diciembre de 2024, a las 12:00 (UTC-3), en la sede de la Conmebol, ubicada en la ciudad de Luque, Paraguay. Ese mismo día, se sortearon también los cruces de la primera fase de la Copa Sudamericana 2025. Los bombos fueron distribuidos de acuerdo con el ranking Conmebol al 16 de diciembre de 2024. No se podían emparejar equipos de un mismo país, excepto si ese equipo venía de las fases anteriores. Al momento del sorteo no se conocían las identidades de Bolivia 3, Bolivia 4 y el segundo representante de Colombia, por lo tanto fueron directamente asignados a los últimos bombos de cada fase.
Fase 1
| Bombo 1                                                         | Bombo 2                                    |
| --------------------------------------------------------------- | ------------------------------------------ |
| - Alianza Lima (50) - El Nacional (68) - Defensor Sporting (75) | - Nacional (85) - Monagas (99) - Bolivia 4 |

Fase 2
| Bombo 1 | Bombo 2 |
| --- | --- |
| - Boca Juniors (3) - Corinthians (18) - Cerro Porteño (20) - Barcelona (25) - Santa Fe (45) - Melgar (51) - Bahia (77) - Ñublense (90) | - Deportes Iquique (152) - Boston River (206) - Universidad Central (–) - Bolivia 3 - Colombia 3 o 4 - Ganador E1 - Ganador E2 - Ganador E3 |

### Fase de grupos
El sorteo de la fase de grupos se realizó el 17 de marzo de 2025, junto con el sorteo de la fase de grupos de la Copa Sudamericana 2025.
Los bombos son distribuidos según el ranking Conmebol al 16 de diciembre de 2024. Dos equipos de un mismo país no pueden compartir el mismo grupo, a excepción de que uno de ellos provenga de la fase preliminar.
| Bombo 1 | Bombo 2 | Bombo 3 | Bombo 4 |
| --- | --- | --- | --- |
| - Botafogo (21) - River Plate (1) - Palmeiras (2) - Flamengo (4) - Peñarol (5) - Nacional (6) - São Paulo (8) - Racing Club (12) | - Olimpia (13) - Liga de Quito (14) - Internacional (15) - Libertad (16) - Independiente del Valle (17) - Colo-Colo (23) - Estudiantes (LP) (24) - Bolívar (27) | - Atlético Nacional (28) - Vélez Sarsfield (29) - Fortaleza (37) - Sporting Cristal (38) - Universitario (41) - Talleres (C) (46) - Deportivo Táchira (49) - Universidad de Chile (57) | - Carabobo (173) - Atlético Bucaramanga (198) - Central Córdoba (SdE) (–) - San Antonio Bulo Bulo (–) - Alianza Lima (50) - Bahia (77) - Cerro Porteño (20) - Barcelona (25) |

## Fase preliminar

### Cuadros de desarrollo
Nota: En cada cruce, el equipo que ocupa la primera línea es el que define la serie como local.

#### Llave 1
|  | Fase 1            | Fase 1            | Fase 1            | Fase 1            | Fase 1            |       |       | Fase 2              | Fase 2              | Fase 2              | Fase 2              | Fase 2              |  |              | Fase 3          | Fase 3          | Fase 3          | Fase 3          | Fase 3          |  |
|  | 5 y 12 de febrero | 5 y 12 de febrero | 5 y 12 de febrero | 5 y 12 de febrero | 5 y 12 de febrero |       |       | 18 al 25 de febrero | 18 al 25 de febrero | 18 al 25 de febrero | 18 al 25 de febrero | 18 al 25 de febrero |  |              | 4 y 11 de marzo | 4 y 11 de marzo | 4 y 11 de marzo | 4 y 11 de marzo | 4 y 11 de marzo |  |
|  |                   |                   |                   |                   |                   |       |       |                     |                     |                     |                     |                     |  |              |                 |                 |                 |                 |                 |  |
|  |                   |                   |                   |                   |                   |       |       |                     |                     |                     |                     |                     |  |              |                 |                 |                 |                 |                 |  |
|  |                   |                   |                   |                   |                   |       |       |                     |                     |                     |                     |                     |  |              |                 |                 |                 |                 |                 |  |
|  |                   |                   |                   |                   |                   |       |       |                     |                     |                     |                     |                     |  |              |                 |                 |                 |                 |                 |  |
|  |                   |                   |                   |                   |                   |       |       |                     |                     |                     |                     |                     |  |              |                 |                 |                 |                 |                 |  |
|  |                   | Boca Juniors      | Boca Juniors      | 0                 | 2                 | 2 (4) |       |                     |                     |                     |                     |                     |  |              |                 |                 |                 |                 |                 |  |
|  |                   |                   |                   |                   |                   | 2 (4) |       |                     |                     |                     |                     |                     |  |              |                 |                 |                 |                 |                 |  |
|  |                   |                   | Alianza Lima      | Alianza Lima      | 1                 | 1     | 2 (5) |                     |                     |                     |                     |                     |  |              |                 |                 |                 |                 |                 |  |
|  | Alianza Lima      | Alianza Lima      | Alianza Lima      | Alianza Lima      | 1                 | 1     | 2 (5) | 1                   | 3                   | 4                   |                     |                     |  |              |                 |                 |                 |                 |                 |  |
|  | Alianza Lima      | Alianza Lima      |                   |                   |                   |       |       |                     |                     | 4                   |                     |                     |  |              |                 |                 |                 |                 |                 |  |
|  | Nacional          | Nacional          | 1                 | 1                 | 2                 |       |       |                     |                     |                     |                     |                     |  |              |                 |                 |                 |                 |                 |  |
|  | Nacional          | Nacional          | 1                 | 1                 | 2                 |       |       |                     |                     |                     |                     |                     |  | Alianza Lima | Alianza Lima    | 2               | 1               | 3               |                 |  |
|  |                   |                   |                   |                   |                   |       |       |                     |                     |                     |                     |                     |  | Alianza Lima | Alianza Lima    | 2               | 1               | 3               |                 |  |
|  |                   |                   | Deportes Iquique  | Deportes Iquique  | 1                 | 1     | 2     |                     |                     |                     |                     |                     |  |              |                 |                 |                 |                 |                 |  |
|  |                   |                   | Deportes Iquique  | Deportes Iquique  | 1                 | 1     | 2     |                     |                     |                     |                     |                     |  |              |                 |                 |                 |                 |                 |  |
|  |                   |                   |                   |                   |                   |       |       |                     |                     |                     |                     |                     |  |              |                 |                 |                 |                 |                 |  |
|  |                   |                   |                   |                   |                   |       |       |                     |                     |                     |                     |                     |  |              |                 |                 |                 |                 |                 |  |
|  |                   | Santa Fe          | Santa Fe          | 1                 | 2                 | 3 (1) |       |                     |                     |                     |                     |                     |  |              |                 |                 |                 |                 |                 |  |
|  |                   |                   |                   |                   |                   | 3 (1) |       |                     |                     |                     |                     |                     |  |              |                 |                 |                 |                 |                 |  |
|  |                   |                   | Deportes Iquique  | Deportes Iquique  | 2                 | 1     | 3 (2) |                     |                     |                     |                     |                     |  |              |                 |                 |                 |                 |                 |  |
|  |                   |                   | Deportes Iquique  | Deportes Iquique  | 2                 | 1     | 3 (2) |                     |                     |                     |                     |                     |  |              |                 |                 |                 |                 |                 |  |
|  |                   |                   |                   |                   |                   |       |       |                     |                     |                     |                     |                     |  |              |                 |                 |                 |                 |                 |  |
|  |                   |                   |                   |                   |                   |       |       |                     |                     |                     |                     |                     |  |              |                 |                 |                 |                 |                 |  |
|  |                   |                   |                   |                   |                   |       |       |                     |                     |                     |                     |                     |  |              |                 |                 |                 |                 |                 |  |
|  |                   |                   |                   |                   |                   |       |       |                     |                     |                     |                     |                     |  |              |                 |                 |                 |                 |                 |  |

#### Llave 2
|  | Fase 2              | Fase 2              | Fase 2              | Fase 2              | Fase 2              |   |       | Fase 3          | Fase 3          | Fase 3          | Fase 3          | Fase 3          |  |
|  | 18 al 26 de febrero | 18 al 26 de febrero | 18 al 26 de febrero | 18 al 26 de febrero | 18 al 26 de febrero |   |       | 6 y 13 de marzo | 6 y 13 de marzo | 6 y 13 de marzo | 6 y 13 de marzo | 6 y 13 de marzo |  |
|  |                     |                     |                     |                     |                     |   |       |                 |                 |                 |                 |                 |  |
|  |                     |                     |                     |                     |                     |   |       |                 |                 |                 |                 |                 |  |
|  | Bahia               | Bahia               | 1                   | 3                   | 4                   |   |       |                 |                 |                 |                 |                 |  |
|  | Bahia               | Bahia               | 1                   | 3                   | 4                   |   |       |                 |                 |                 |                 |                 |  |
|  | The Strongest       | The Strongest       | 1                   | 0                   | 1                   |   |       |                 |                 |                 |                 |                 |  |
|  | The Strongest       | The Strongest       | 1                   | 0                   | 1                   |   | Bahia | Bahia           | 0               | 1               | 1               |                 |  |
|  |                     |                     |                     |                     |                     |   | Bahia | Bahia           | 0               | 1               | 1               |                 |  |
|  |                     |                     | Boston River        | Boston River        | 0                   | 0 | 0     |                 |                 |                 |                 |                 |  |
|  | Ñublense            | Ñublense            | Boston River        | Boston River        | 0                   | 0 | 0     | 0               | 1               | 1               |                 |                 |  |
|  | Ñublense            | Ñublense            |                     |                     |                     |   |       | 0               | 1               | 1               |                 |                 |  |
|  | Boston River        | Boston River        | 1                   | 1                   | 2                   |   |       |                 |                 |                 |                 |                 |  |
|  | Boston River        | Boston River        | 1                   | 1                   | 2                   |   |       |                 |                 |                 |                 |                 |  |
|  |                     |                     |                     |                     |                     |   |       |                 |                 |                 |                 |                 |  |

#### Llave 3
|  | Fase 1            | Fase 1            | Fase 1            | Fase 1            | Fase 1            |   |   | Fase 2              | Fase 2              | Fase 2              | Fase 2              | Fase 2              |  |               | Fase 3          | Fase 3          | Fase 3          | Fase 3          | Fase 3          |  |
|  | 4 y 11 de febrero | 4 y 11 de febrero | 4 y 11 de febrero | 4 y 11 de febrero | 4 y 11 de febrero |   |   | 20 al 27 de febrero | 20 al 27 de febrero | 20 al 27 de febrero | 20 al 27 de febrero | 20 al 27 de febrero |  |               | 5 y 12 de marzo | 5 y 12 de marzo | 5 y 12 de marzo | 5 y 12 de marzo | 5 y 12 de marzo |  |
|  |                   |                   |                   |                   |                   |   |   |                     |                     |                     |                     |                     |  |               |                 |                 |                 |                 |                 |  |
|  |                   |                   |                   |                   |                   |   |   |                     |                     |                     |                     |                     |  |               |                 |                 |                 |                 |                 |  |
|  |                   |                   |                   |                   |                   |   |   |                     |                     |                     |                     |                     |  |               |                 |                 |                 |                 |                 |  |
|  |                   |                   |                   |                   |                   |   |   |                     |                     |                     |                     |                     |  |               |                 |                 |                 |                 |                 |  |
|  |                   |                   |                   |                   |                   |   |   |                     |                     |                     |                     |                     |  |               |                 |                 |                 |                 |                 |  |
|  |                   | Cerro Porteño     | Cerro Porteño     | 4                 | 3                 | 7 |   |                     |                     |                     |                     |                     |  |               |                 |                 |                 |                 |                 |  |
|  |                   |                   |                   |                   |                   | 7 |   |                     |                     |                     |                     |                     |  |               |                 |                 |                 |                 |                 |  |
|  |                   |                   | Monagas           | Monagas           | 0                 | 1 | 1 |                     |                     |                     |                     |                     |  |               |                 |                 |                 |                 |                 |  |
|  | Defensor Sporting | Defensor Sporting | Monagas           | Monagas           | 0                 | 1 | 1 | 0                   | 0                   | 0                   |                     |                     |  |               |                 |                 |                 |                 |                 |  |
|  | Defensor Sporting | Defensor Sporting |                   |                   |                   |   |   |                     |                     | 0                   |                     |                     |  |               |                 |                 |                 |                 |                 |  |
|  | Monagas           | Monagas           | 2                 | 2                 | 4                 |   |   |                     |                     |                     |                     |                     |  |               |                 |                 |                 |                 |                 |  |
|  | Monagas           | Monagas           | 2                 | 2                 | 4                 |   |   |                     |                     |                     |                     |                     |  | Cerro Porteño | Cerro Porteño   | 1               | 4               | 5               |                 |  |
|  |                   |                   |                   |                   |                   |   |   |                     |                     |                     |                     |                     |  | Cerro Porteño | Cerro Porteño   | 1               | 4               | 5               |                 |  |
|  |                   |                   | Melgar            | Melgar            | 0                 | 2 | 2 |                     |                     |                     |                     |                     |  |               |                 |                 |                 |                 |                 |  |
|  |                   |                   | Melgar            | Melgar            | 0                 | 2 | 2 |                     |                     |                     |                     |                     |  |               |                 |                 |                 |                 |                 |  |
|  |                   |                   |                   |                   |                   |   |   |                     |                     |                     |                     |                     |  |               |                 |                 |                 |                 |                 |  |
|  |                   |                   |                   |                   |                   |   |   |                     |                     |                     |                     |                     |  |               |                 |                 |                 |                 |                 |  |
|  |                   | Melgar            | Melgar            | 1                 | 1                 | 2 |   |                     |                     |                     |                     |                     |  |               |                 |                 |                 |                 |                 |  |
|  |                   |                   |                   |                   |                   | 2 |   |                     |                     |                     |                     |                     |  |               |                 |                 |                 |                 |                 |  |
|  |                   |                   | Deportes Tolima   | Deportes Tolima   | 0                 | 0 | 0 |                     |                     |                     |                     |                     |  |               |                 |                 |                 |                 |                 |  |
|  |                   |                   | Deportes Tolima   | Deportes Tolima   | 0                 | 0 | 0 |                     |                     |                     |                     |                     |  |               |                 |                 |                 |                 |                 |  |
|  |                   |                   |                   |                   |                   |   |   |                     |                     |                     |                     |                     |  |               |                 |                 |                 |                 |                 |  |
|  |                   |                   |                   |                   |                   |   |   |                     |                     |                     |                     |                     |  |               |                 |                 |                 |                 |                 |  |
|  |                   |                   |                   |                   |                   |   |   |                     |                     |                     |                     |                     |  |               |                 |                 |                 |                 |                 |  |
|  |                   |                   |                   |                   |                   |   |   |                     |                     |                     |                     |                     |  |               |                 |                 |                 |                 |                 |  |

#### Llave 4
|  | Fase 1            | Fase 1            | Fase 1              | Fase 1              | Fase 1            |   |   | Fase 2              | Fase 2              | Fase 2              | Fase 2              | Fase 2              |   |  | Fase 3          | Fase 3          | Fase 3          | Fase 3          | Fase 3          |  |
|  | 6 y 13 de febrero | 6 y 13 de febrero | 6 y 13 de febrero   | 6 y 13 de febrero   | 6 y 13 de febrero |   |   | 19 al 26 de febrero | 19 al 26 de febrero | 19 al 26 de febrero | 19 al 26 de febrero | 19 al 26 de febrero |   |  | 5 y 12 de marzo | 5 y 12 de marzo | 5 y 12 de marzo | 5 y 12 de marzo | 5 y 12 de marzo |  |
|  |                   |                   |                     |                     |                   |   |   |                     |                     |                     |                     |                     |   |  |                 |                 |                 |                 |                 |  |
|  |                   |                   |                     |                     |                   |   |   |                     |                     |                     |                     |                     |   |  |                 |                 |                 |                 |                 |  |
|  |                   |                   |                     |                     |                   |   |   |                     |                     |                     |                     |                     |   |  |                 |                 |                 |                 |                 |  |
|  |                   |                   |                     |                     |                   |   |   |                     |                     |                     |                     |                     |   |  |                 |                 |                 |                 |                 |  |
|  |                   |                   |                     |                     |                   |   |   |                     |                     |                     |                     |                     |   |  |                 |                 |                 |                 |                 |  |
|  |                   | Corinthians       | Corinthians         | 1                   | 3                 | 4 |   |                     |                     |                     |                     |                     |   |  |                 |                 |                 |                 |                 |  |
|  |                   |                   |                     |                     |                   | 4 |   |                     |                     |                     |                     |                     |   |  |                 |                 |                 |                 |                 |  |
|  |                   |                   | Universidad Central | Universidad Central | 1                 | 2 | 3 |                     |                     |                     |                     |                     |   |  |                 |                 |                 |                 |                 |  |
|  |                   |                   | Universidad Central | Universidad Central | 1                 | 2 | 3 |                     |                     |                     |                     |                     |   |  |                 |                 |                 |                 |                 |  |
|  |                   |                   |                     |                     |                   |   |   |                     |                     |                     |                     |                     |   |  |                 |                 |                 |                 |                 |  |
|  |                   |                   |                     |                     |                   |   |   |                     |                     |                     |                     |                     |   |  |                 |                 |                 |                 |                 |  |
|  |                   |                   |                     |                     |                   |   |   |                     | Corinthians         | Corinthians         | 0                   | 2                   | 2 |  |                 |                 |                 |                 |                 |  |
|  |                   |                   |                     |                     |                   |   |   |                     |                     |                     |                     |                     | 2 |  |                 |                 |                 |                 |                 |  |
|  |                   |                   | Barcelona           | Barcelona           | 3                 | 0 | 3 |                     |                     |                     |                     |                     |   |  |                 |                 |                 |                 |                 |  |
|  |                   |                   | Barcelona           | Barcelona           | 3                 | 0 | 3 |                     |                     |                     |                     |                     |   |  |                 |                 |                 |                 |                 |  |
|  |                   |                   |                     |                     |                   |   |   |                     |                     |                     |                     |                     |   |  |                 |                 |                 |                 |                 |  |
|  |                   |                   |                     |                     |                   |   |   |                     |                     |                     |                     |                     |   |  |                 |                 |                 |                 |                 |  |
|  |                   | Barcelona         | Barcelona           | 1                   | 1                 | 2 |   |                     |                     |                     |                     |                     |   |  |                 |                 |                 |                 |                 |  |
|  |                   |                   |                     |                     |                   | 2 |   |                     |                     |                     |                     |                     |   |  |                 |                 |                 |                 |                 |  |
|  |                   |                   | El Nacional         | El Nacional         | 0                 | 1 | 1 |                     |                     |                     |                     |                     |   |  |                 |                 |                 |                 |                 |  |
|  | El Nacional       | El Nacional       | El Nacional         | El Nacional         | 0                 | 1 | 1 | 2                   | 2                   | 4 (4)               |                     |                     |   |  |                 |                 |                 |                 |                 |  |
|  | El Nacional       | El Nacional       |                     |                     |                   |   |   |                     |                     | 4 (4)               |                     |                     |   |  |                 |                 |                 |                 |                 |  |
|  | Blooming          | Blooming          | 3                   | 1                   | 4 (3)             |   |   |                     |                     |                     |                     |                     |   |  |                 |                 |                 |                 |                 |  |
|  | Blooming          | Blooming          | 3                   | 1                   | 4 (3)             |   |   |                     |                     |                     |                     |                     |   |  |                 |                 |                 |                 |                 |  |
|  |                   |                   |                     |                     |                   |   |   |                     |                     |                     |                     |                     |   |  |                 |                 |                 |                 |                 |  |

### Fase 1
| Fechas            | Local en la ida | Global    | Local en la vuelta | Ida | Vuelta | Llave |
| ----------------- | --------------- | --------- | ------------------ | --- | ------ | ----- |
| 6 y 13 de febrero | Blooming        | 4:4 (3:4) | El Nacional        | 3:2 | 1:2    | E1    |
| 5 y 12 de febrero | Nacional        | 2:4       | Alianza Lima       | 1:1 | 1:3    | E2    |
| 4 y 11 de febrero | Monagas         | 4:0       | Defensor Sporting  | 2:0 | 2:0    | E3    |

### Fase 2
| Fechas             | Local en la ida     | Global    | Local en la vuelta | Ida | Vuelta | Llave |
| ------------------ | ------------------- | --------- | ------------------ | --- | ------ | ----- |
| 18 y 25 de febrero | Deportes Iquique    | 3:3 (2:1) | Santa Fe           | 2:1 | 1:2    | C1    |
| 18 y 25 de febrero | The Strongest       | 1:4       | Bahia              | 1:1 | 0:3    | C2    |
| 20 y 27 de febrero | Monagas             | 1:7       | Cerro Porteño      | 0:4 | 1:3    | C3    |
| 19 y 26 de febrero | El Nacional         | 1:2       | Barcelona          | 0:1 | 1:1    | C4    |
| 19 y 26 de febrero | Universidad Central | 3:4       | Corinthians        | 1:1 | 2:3    | C5    |
| 20 y 27 de febrero | Deportes Tolima     | 0:2       | Melgar             | 0:1 | 0:1    | C6    |
| 19 y 26 de febrero | Boston River        | 2:1       | Ñublense           | 1:0 | 1:1    | C7    |
| 18 y 25 de febrero | Alianza Lima        | 2:2 (5:4) | Boca Juniors       | 1:0 | 1:2    | C8    |

### Fase 3
| Fechas-         | Local en la ida  | Global | Local en la vuelta | Ida | Vuelta | Llave |
| --------------- | ---------------- | ------ | ------------------ | --- | ------ | ----- |
| 4 y 11 de marzo | Deportes Iquique | 2:3    | Alianza Lima       | 1:2 | 1:1    | G1    |
| 6 y 13 de marzo | Boston River     | 0:1    | Bahia              | 0:0 | 0:1    | G2    |
| 5 y 12 de marzo | Melgar           | 2:5    | Cerro Porteño      | 0:1 | 2:4    | G3    |
| 5 y 12 de marzo | Barcelona        | 3:2    | Corinthians        | 3:0 | 0:2    | G4    |

- La localía se determinó mediante el ranking Conmebol al 16 de diciembre de 2024, siendo local en la vuelta el mejor ubicado.
- Nota: Los cuatro perdedores de esta fase fueron transferidos a la fase de grupos de la Copa Sudamericana 2025.

## Fase de grupos
Los participantes se distribuyen en ocho grupos de cuatro equipos cada uno. Los dos primeros de cada uno se clasifican a los octavos de final, y los terceros serán transferidos a la Copa Sudamericana.
Criterios de desempate
1. Puntos obtenidos.
2. Diferencia de goles.
3. Mayor cantidad de goles marcados.
4. Mayor cantidad de goles marcados como visitante.
5. Ubicación en el ranking Conmebol 2025.

|  | Equipos clasificados para los octavos de final.                                     |
|  | Equipos transferidos a la eliminatoria de octavos de final de la Copa Sudamericana. |

### Grupo A
| Equipo               | Pts. | PJ | PG | PE | PP | GF | GC | DG  |
| -------------------- | ---- | -- | -- | -- | -- | -- | -- | --- |
| Estudiantes (LP)     | 12   | 6  | 4  | 0  | 2  | 11 | 5  | 6   |
| Botafogo             | 12   | 6  | 4  | 0  | 2  | 8  | 5  | 3   |
| Universidad de Chile | 10   | 6  | 3  | 1  | 2  | 8  | 6  | 2   |
| Carabobo             | 1    | 6  | 0  | 1  | 5  | 2  | 13 | –11 |

| \| Fecha \| Lugar \| Local \| Resultado \| Visitante \| \| ----------- \| -------------- \| -------------------- \| --------- \| -------------------- \| \| 1 de abril \| Valencia \| Carabobo \| 0:2 \| Estudiantes (LP) \| \| 2 de abril \| Santiago \| Universidad de Chile \| 1:0 \| Botafogo \| \| 8 de abril \| Río de Janeiro \| Botafogo \| 2:0 \| Carabobo \| \| 8 de abril \| La Plata \| Estudiantes (LP) \| 1:2 \| Universidad de Chile \| \| 22 de abril \| Valencia \| Carabobo \| 1:1 \| Universidad de Chile \| \| 23 de abril \| La Plata \| Estudiantes (LP) \| 1:0 \| Botafogo \| \| 6 de mayo \| Valencia \| Carabobo \| 1:2 \| Botafogo \| \| 7 de mayo \| Santiago \| Universidad de Chile \| 0:3 \| Estudiantes (LP) \| \| 13 de mayo \| Santiago \| Universidad de Chile \| 4:0 \| Carabobo \| \| 14 de mayo \| Río de Janeiro \| Botafogo \| 3:2 \| Estudiantes (LP) \| \| 27 de mayo \| Río de Janeiro \| Botafogo \| 1:0 \| Universidad de Chile \| \| 27 de mayo \| La Plata \| Estudiantes (LP) \| 2:0 \| Carabobo \| |                |                      |           |                      |
| Fecha | Lugar          | Local                | Resultado | Visitante            |
| 1 de abril | Valencia       | Carabobo             | 0:2       | Estudiantes (LP)     |
| 2 de abril | Santiago       | Universidad de Chile | 1:0       | Botafogo             |
| 8 de abril | Río de Janeiro | Botafogo             | 2:0       | Carabobo             |
| 8 de abril | La Plata       | Estudiantes (LP)     | 1:2       | Universidad de Chile |
| 22 de abril | Valencia       | Carabobo             | 1:1       | Universidad de Chile |
| 23 de abril | La Plata       | Estudiantes (LP)     | 1:0       | Botafogo             |
| 6 de mayo | Valencia       | Carabobo             | 1:2       | Botafogo             |
| 7 de mayo | Santiago       | Universidad de Chile | 0:3       | Estudiantes (LP)     |
| 13 de mayo | Santiago       | Universidad de Chile | 4:0       | Carabobo             |
| 14 de mayo | Río de Janeiro | Botafogo             | 3:2       | Estudiantes (LP)     |
| 27 de mayo | Río de Janeiro | Botafogo             | 1:0       | Universidad de Chile |
| 27 de mayo | La Plata       | Estudiantes (LP)     | 2:0       | Carabobo             |

### Grupo B
| Equipo                  | Pts. | PJ | PG | PE | PP | GF | GC | DG |
| ----------------------- | ---- | -- | -- | -- | -- | -- | -- | -- |
| River Plate             | 12   | 6  | 3  | 3  | 0  | 13 | 7  | 6  |
| Universitario           | 8    | 6  | 2  | 2  | 2  | 4  | 4  | 0  |
| Independiente del Valle | 8    | 6  | 2  | 2  | 2  | 8  | 11 | –3 |
| Barcelona               | 4    | 6  | 1  | 1  | 4  | 4  | 7  | –3 |

| \| Fecha \| Lugar \| Local \| Resultado \| Visitante \| \| ----------- \| ------------ \| ----------------------- \| --------- \| ----------------------- \| \| 1 de abril \| Guayaquil \| Barcelona \| 1:0 \| Independiente del Valle \| \| 2 de abril \| Lima \| Universitario \| 0:1 \| River Plate \| \| 8 de abril \| Buenos Aires \| River Plate \| 0:0 \| Barcelona \| \| 8 de abril \| Quito \| Independiente del Valle \| 1:0 \| Universitario \| \| 22 de abril \| Guayaquil \| Barcelona \| 0:1 \| Universitario \| \| 23 de abril \| Quito \| Independiente del Valle \| 2:2 \| River Plate \| \| 8 de mayo \| Guayaquil \| Barcelona \| 2:3 \| River Plate \| \| 8 de mayo \| Lima \| Universitario \| 1:1 \| Independiente del Valle \| \| 14 de mayo \| Lima \| Universitario \| 1:0 \| Barcelona \| \| 15 de mayo \| Buenos Aires \| River Plate \| 6:2 \| Independiente del Valle \| \| 27 de mayo \| Buenos Aires \| River Plate \| 1:1 \| Universitario \| \| 27 de mayo \| Quito \| Independiente del Valle \| 2:1 \| Barcelona \| |              |                         |           |                         |
| Fecha | Lugar        | Local                   | Resultado | Visitante               |
| 1 de abril | Guayaquil    | Barcelona               | 1:0       | Independiente del Valle |
| 2 de abril | Lima         | Universitario           | 0:1       | River Plate             |
| 8 de abril | Buenos Aires | River Plate             | 0:0       | Barcelona               |
| 8 de abril | Quito        | Independiente del Valle | 1:0       | Universitario           |
| 22 de abril | Guayaquil    | Barcelona               | 0:1       | Universitario           |
| 23 de abril | Quito        | Independiente del Valle | 2:2       | River Plate             |
| 8 de mayo | Guayaquil    | Barcelona               | 2:3       | River Plate             |
| 8 de mayo | Lima         | Universitario           | 1:1       | Independiente del Valle |
| 14 de mayo | Lima         | Universitario           | 1:0       | Barcelona               |
| 15 de mayo | Buenos Aires | River Plate             | 6:2       | Independiente del Valle |
| 27 de mayo | Buenos Aires | River Plate             | 1:1       | Universitario           |
| 27 de mayo | Quito        | Independiente del Valle | 2:1       | Barcelona               |

### Grupo C
| Equipo                | Pts. | PJ | PG | PE | PP | GF | GC | DG |
| --------------------- | ---- | -- | -- | -- | -- | -- | -- | -- |
| Liga de Quito         | 11   | 6  | 3  | 2  | 1  | 8  | 4  | 4  |
| Flamengo              | 11   | 6  | 3  | 2  | 1  | 6  | 3  | 3  |
| Central Córdoba (SdE) | 11   | 6  | 3  | 2  | 1  | 7  | 7  | 0  |
| Deportivo Táchira     | 0    | 6  | 0  | 0  | 6  | 4  | 11 | –7 |

| \| Fecha \| Lugar \| Local \| Resultado \| Visitante \| \| ----------- \| ------------------- \| --------------------- \| --------- \| --------------------- \| \| 3 de abril \| Santiago del Estero \| Central Córdoba (SdE) \| 0:0 \| Liga de Quito \| \| 3 de abril \| San Cristóbal \| Deportivo Táchira \| 0:1 \| Flamengo \| \| 9 de abril \| Río de Janeiro \| Flamengo \| 1:2 \| Central Córdoba (SdE) \| \| 9 de abril \| Quito \| Liga de Quito \| 2:0 \| Deportivo Táchira \| \| 22 de abril \| Quito \| Liga de Quito \| 0:0 \| Flamengo \| \| 24 de abril \| Santiago del Estero \| Central Córdoba (SdE) \| 2:1 \| Deportivo Táchira \| \| 7 de mayo \| San Cristóbal \| Deportivo Táchira \| 2:3 \| Liga de Quito \| \| 7 de mayo \| Santiago del Estero \| Central Córdoba (SdE) \| 1:1 \| Flamengo \| \| 13 de mayo \| San Cristóbal \| Deportivo Táchira \| 1:2 \| Central Córdoba (SdE) \| \| 15 de mayo \| Río de Janeiro \| Flamengo \| 2:0 \| Liga de Quito \| \| 28 de mayo \| Río de Janeiro \| Flamengo \| 1:0 \| Deportivo Táchira \| \| 28 de mayo \| Quito \| Liga de Quito \| 3:0 \| Central Córdoba (SdE) \| |                     |                       |           |                       |
| Fecha | Lugar               | Local                 | Resultado | Visitante             |
| 3 de abril | Santiago del Estero | Central Córdoba (SdE) | 0:0       | Liga de Quito         |
| 3 de abril | San Cristóbal       | Deportivo Táchira     | 0:1       | Flamengo              |
| 9 de abril | Río de Janeiro      | Flamengo              | 1:2       | Central Córdoba (SdE) |
| 9 de abril | Quito               | Liga de Quito         | 2:0       | Deportivo Táchira     |
| 22 de abril | Quito               | Liga de Quito         | 0:0       | Flamengo              |
| 24 de abril | Santiago del Estero | Central Córdoba (SdE) | 2:1       | Deportivo Táchira     |
| 7 de mayo | San Cristóbal       | Deportivo Táchira     | 2:3       | Liga de Quito         |
| 7 de mayo | Santiago del Estero | Central Córdoba (SdE) | 1:1       | Flamengo              |
| 13 de mayo | San Cristóbal       | Deportivo Táchira     | 1:2       | Central Córdoba (SdE) |
| 15 de mayo | Río de Janeiro      | Flamengo              | 2:0       | Liga de Quito         |
| 28 de mayo | Río de Janeiro      | Flamengo              | 1:0       | Deportivo Táchira     |
| 28 de mayo | Quito               | Liga de Quito         | 3:0       | Central Córdoba (SdE) |

### Grupo D
| Equipo       | Pts. | PJ | PG | PE | PP | GF | GC | DG |
| ------------ | ---- | -- | -- | -- | -- | -- | -- | -- |
| São Paulo    | 14   | 6  | 4  | 2  | 0  | 10 | 4  | 6  |
| Libertad     | 9    | 6  | 2  | 3  | 1  | 6  | 5  | 1  |
| Alianza Lima | 5    | 6  | 1  | 2  | 3  | 7  | 11 | –4 |
| Talleres (C) | 4    | 6  | 1  | 1  | 4  | 5  | 8  | –3 |

| \| Fecha \| Lugar \| Local \| Resultado \| Visitante \| \| ----------- \| --------- \| ------------ \| --------- \| ------------ \| \| 1 de abril \| Lima \| Alianza Lima \| 0:1 \| Libertad \| \| 2 de abril \| Córdoba \| Talleres (C) \| 0:1 \| São Paulo \| \| 8 de abril \| Asunción \| Libertad \| 2:0 \| Talleres (C) \| \| 10 de abril \| São Paulo \| São Paulo \| 2:2 \| Alianza Lima \| \| 22 de abril \| Lima \| Alianza Lima \| 3:2 \| Talleres (C) \| \| 23 de abril \| Asunción \| Libertad \| 0:2 \| São Paulo \| \| 6 de mayo \| Lima \| Alianza Lima \| 0:2 \| São Paulo \| \| 8 de mayo \| Córdoba \| Talleres (C) \| 0:0 \| Libertad \| \| 14 de mayo \| São Paulo \| São Paulo \| 1:1 \| Libertad \| \| 15 de mayo \| Córdoba \| Talleres (C) \| 2:0 \| Alianza Lima \| \| 27 de mayo \| São Paulo \| São Paulo \| 2:1 \| Talleres (C) \| \| 27 de mayo \| Asunción \| Libertad \| 2:2 \| Alianza Lima \| |           |              |           |              |
| Fecha | Lugar     | Local        | Resultado | Visitante    |
| 1 de abril | Lima      | Alianza Lima | 0:1       | Libertad     |
| 2 de abril | Córdoba   | Talleres (C) | 0:1       | São Paulo    |
| 8 de abril | Asunción  | Libertad     | 2:0       | Talleres (C) |
| 10 de abril | São Paulo | São Paulo    | 2:2       | Alianza Lima |
| 22 de abril | Lima      | Alianza Lima | 3:2       | Talleres (C) |
| 23 de abril | Asunción  | Libertad     | 0:2       | São Paulo    |
| 6 de mayo | Lima      | Alianza Lima | 0:2       | São Paulo    |
| 8 de mayo | Córdoba   | Talleres (C) | 0:0       | Libertad     |
| 14 de mayo | São Paulo | São Paulo    | 1:1       | Libertad     |
| 15 de mayo | Córdoba   | Talleres (C) | 2:0       | Alianza Lima |
| 27 de mayo | São Paulo | São Paulo    | 2:1       | Talleres (C) |
| 27 de mayo | Asunción  | Libertad     | 2:2       | Alianza Lima |

### Grupo E
| Equipo               | Pts. | PJ | PG | PE | PP | GF | GC | DG  |
| -------------------- | ---- | -- | -- | -- | -- | -- | -- | --- |
| Racing Club          | 13   | 6  | 4  | 1  | 1  | 14 | 3  | 11  |
| Fortaleza            | 8    | 6  | 2  | 2  | 2  | 8  | 5  | 3   |
| Atlético Bucaramanga | 6    | 6  | 1  | 3  | 2  | 6  | 10 | –4  |
| Colo-Colo            | 5    | 6  | 1  | 2  | 3  | 5  | 15 | –10 |

| \| Fecha \| Lugar \| Local \| Resultado \| Visitante \| \| ----------- \| ----------- \| -------------------- \| --------- \| -------------------- \| \| 1 de abril \| Bucaramanga \| Atlético Bucaramanga \| 3:3 \| Colo-Colo \| \| 1 de abril \| Fortaleza \| Fortaleza \| 0:3 \| Racing Club \| \| 10 de abril \| Avellaneda \| Racing Club \| 1:2 \| Atlético Bucaramanga \| \| 10 de abril \| Santiago \| Colo-Colo \| 0:3[n. 2] \| Fortaleza \| \| 22 de abril \| Santiago \| Colo-Colo \| 1:1 \| Racing Club \| \| 23 de abril \| Bucaramanga \| Atlético Bucaramanga \| 1:1 \| Fortaleza \| \| 6 de mayo \| Bucaramanga \| Atlético Bucaramanga \| 0:4 \| Racing Club \| \| 6 de mayo \| Fortaleza \| Fortaleza \| 4:0 \| Colo-Colo \| \| 13 de mayo \| Fortaleza \| Fortaleza \| 0:0 \| Atlético Bucaramanga \| \| 14 de mayo \| Avellaneda \| Racing Club \| 4:0 \| Colo-Colo \| \| 29 de mayo \| Avellaneda \| Racing Club \| 1:0 \| Fortaleza \| \| 29 de mayo \| Santiago \| Colo-Colo \| 1:0 \| Atlético Bucaramanga \| |             |                      |           |                      |
| Fecha | Lugar       | Local                | Resultado | Visitante            |
| 1 de abril | Bucaramanga | Atlético Bucaramanga | 3:3       | Colo-Colo            |
| 1 de abril | Fortaleza   | Fortaleza            | 0:3       | Racing Club          |
| 10 de abril | Avellaneda  | Racing Club          | 1:2       | Atlético Bucaramanga |
| 10 de abril | Santiago    | Colo-Colo            | 0:3       | Fortaleza            |
| 22 de abril | Santiago    | Colo-Colo            | 1:1       | Racing Club          |
| 23 de abril | Bucaramanga | Atlético Bucaramanga | 1:1       | Fortaleza            |
| 6 de mayo | Bucaramanga | Atlético Bucaramanga | 0:4       | Racing Club          |
| 6 de mayo | Fortaleza   | Fortaleza            | 4:0       | Colo-Colo            |
| 13 de mayo | Fortaleza   | Fortaleza            | 0:0       | Atlético Bucaramanga |
| 14 de mayo | Avellaneda  | Racing Club          | 4:0       | Colo-Colo            |
| 29 de mayo | Avellaneda  | Racing Club          | 1:0       | Fortaleza            |
| 29 de mayo | Santiago    | Colo-Colo            | 1:0       | Atlético Bucaramanga |

### Grupo F
| Equipo            | Pts. | PJ | PG | PE | PP | GF | GC | DG |
| ----------------- | ---- | -- | -- | -- | -- | -- | -- | -- |
| Internacional     | 11   | 6  | 3  | 2  | 1  | 12 | 8  | 4  |
| Atlético Nacional | 9    | 6  | 3  | 0  | 3  | 7  | 6  | 1  |
| Bahia             | 7    | 6  | 2  | 1  | 3  | 5  | 7  | –2 |
| Nacional          | 7    | 6  | 2  | 1  | 3  | 7  | 10 | –3 |

| \| Fecha \| Lugar \| Local \| Resultado \| Visitante \| \| ----------- \| ------------ \| ----------------- \| --------- \| ----------------- \| \| 2 de abril \| Medellín \| Atlético Nacional \| 3:0 \| Nacional \| \| 3 de abril \| Salvador \| Bahia \| 1:1 \| Internacional \| \| 9 de abril \| Montevideo \| Nacional \| 0:1 \| Bahia \| \| 10 de abril \| Porto Alegre \| Internacional \| 3:0 \| Atlético Nacional \| \| 22 de abril \| Porto Alegre \| Internacional \| 3:3 \| Nacional \| \| 24 de abril \| Salvador \| Bahia \| 1:0 \| Atlético Nacional \| \| 7 de mayo \| Salvador \| Bahia \| 1:3 \| Nacional \| \| 8 de mayo \| Medellín \| Atlético Nacional \| 3:1 \| Internacional \| \| 14 de mayo \| Medellín \| Atlético Nacional \| 1:0 \| Bahia \| \| 15 de mayo \| Montevideo \| Nacional \| 0:2 \| Internacional \| \| 28 de mayo \| Montevideo \| Nacional \| 1:0 \| Atlético Nacional \| \| 28 de mayo \| Porto Alegre \| Internacional \| 2:1 \| Bahia \| |              |                   |           |                   |
| Fecha | Lugar        | Local             | Resultado | Visitante         |
| 2 de abril | Medellín     | Atlético Nacional | 3:0       | Nacional          |
| 3 de abril | Salvador     | Bahia             | 1:1       | Internacional     |
| 9 de abril | Montevideo   | Nacional          | 0:1       | Bahia             |
| 10 de abril | Porto Alegre | Internacional     | 3:0       | Atlético Nacional |
| 22 de abril | Porto Alegre | Internacional     | 3:3       | Nacional          |
| 24 de abril | Salvador     | Bahia             | 1:0       | Atlético Nacional |
| 7 de mayo | Salvador     | Bahia             | 1:3       | Nacional          |
| 8 de mayo | Medellín     | Atlético Nacional | 3:1       | Internacional     |
| 14 de mayo | Medellín     | Atlético Nacional | 1:0       | Bahia             |
| 15 de mayo | Montevideo   | Nacional          | 0:2       | Internacional     |
| 28 de mayo | Montevideo   | Nacional          | 1:0       | Atlético Nacional |
| 28 de mayo | Porto Alegre | Internacional     | 2:1       | Bahia             |

### Grupo G
| Equipo           | Pts. | PJ | PG | PE | PP | GF | GC | DG  |
| ---------------- | ---- | -- | -- | -- | -- | -- | -- | --- |
| Palmeiras        | 18   | 6  | 6  | 0  | 0  | 17 | 4  | 13  |
| Cerro Porteño    | 7    | 6  | 2  | 1  | 3  | 7  | 11 | –4  |
| Bolívar          | 6    | 6  | 2  | 0  | 4  | 12 | 11 | 1   |
| Sporting Cristal | 4    | 6  | 1  | 1  | 4  | 6  | 16 | –10 |

| \| Fecha \| Lugar \| Local \| Resultado \| Visitante \| \| ----------- \| --------- \| ---------------- \| --------- \| ---------------- \| \| 1 de abril \| Asunción \| Cerro Porteño \| 4:2 \| Bolívar \| \| 3 de abril \| Lima \| Sporting Cristal \| 2:3 \| Palmeiras \| \| 9 de abril \| La Paz \| Bolívar \| 3:0 \| Sporting Cristal \| \| 9 de abril \| São Paulo \| Palmeiras \| 1:0 \| Cerro Porteño \| \| 24 de abril \| La Paz \| Bolívar \| 2:3 \| Palmeiras \| \| 24 de abril \| Asunción \| Cerro Porteño \| 2:2 \| Sporting Cristal \| \| 7 de mayo \| Asunción \| Cerro Porteño \| 0:2 \| Palmeiras \| \| 7 de mayo \| Lima \| Sporting Cristal \| 2:1 \| Bolívar \| \| 13 de mayo \| Lima \| Sporting Cristal \| 0:1 \| Cerro Porteño \| \| 15 de mayo \| São Paulo \| Palmeiras \| 2:0 \| Bolívar \| \| 28 de mayo \| São Paulo \| Palmeiras \| 6:0 \| Sporting Cristal \| \| 28 de mayo \| La Paz \| Bolívar \| 4:0 \| Cerro Porteño \| |           |                  |           |                  |
| Fecha | Lugar     | Local            | Resultado | Visitante        |
| 1 de abril | Asunción  | Cerro Porteño    | 4:2       | Bolívar          |
| 3 de abril | Lima      | Sporting Cristal | 2:3       | Palmeiras        |
| 9 de abril | La Paz    | Bolívar          | 3:0       | Sporting Cristal |
| 9 de abril | São Paulo | Palmeiras        | 1:0       | Cerro Porteño    |
| 24 de abril | La Paz    | Bolívar          | 2:3       | Palmeiras        |
| 24 de abril | Asunción  | Cerro Porteño    | 2:2       | Sporting Cristal |
| 7 de mayo | Asunción  | Cerro Porteño    | 0:2       | Palmeiras        |
| 7 de mayo | Lima      | Sporting Cristal | 2:1       | Bolívar          |
| 13 de mayo | Lima      | Sporting Cristal | 0:1       | Cerro Porteño    |
| 15 de mayo | São Paulo | Palmeiras        | 2:0       | Bolívar          |
| 28 de mayo | São Paulo | Palmeiras        | 6:0       | Sporting Cristal |
| 28 de mayo | La Paz    | Bolívar          | 4:0       | Cerro Porteño    |

### Grupo H
| Equipo                | Pts. | PJ | PG | PE | PP | GF | GC | DG  |
| --------------------- | ---- | -- | -- | -- | -- | -- | -- | --- |
| Vélez Sarsfield       | 11   | 6  | 3  | 2  | 1  | 11 | 4  | 7   |
| Peñarol               | 11   | 6  | 3  | 2  | 1  | 9  | 4  | 5   |
| San Antonio Bulo Bulo | 6    | 6  | 2  | 0  | 4  | 5  | 15 | –10 |
| Olimpia               | 5    | 6  | 1  | 2  | 3  | 9  | 11 | –2  |

| \| Fecha \| Lugar \| Local \| Resultado \| Visitante \| \| ----------- \| ------------ \| --------------------- \| --------- \| --------------------- \| \| 2 de abril \| Buenos Aires \| Vélez Sarsfield \| 2:1 \| Peñarol \| \| 2 de abril \| Cochabamba \| San Antonio Bulo Bulo \| 3:2 \| Olimpia \| \| 8 de abril \| Montevideo \| Peñarol \| 2:0 \| San Antonio Bulo Bulo \| \| 9 de abril \| Asunción \| Olimpia \| 0:4 \| Vélez Sarsfield \| \| 23 de abril \| Asunción \| Olimpia \| 0:0 \| Peñarol \| \| 23 de abril \| Cochabamba \| San Antonio Bulo Bulo \| 2:1 \| Vélez Sarsfield \| \| 6 de mayo \| Cochabamba \| San Antonio Bulo Bulo \| 0:3 \| Peñarol \| \| 8 de mayo \| Buenos Aires \| Vélez Sarsfield \| 1:1 \| Olimpia \| \| 14 de mayo \| Montevideo \| Peñarol \| 3:2 \| Olimpia \| \| 14 de mayo \| Buenos Aires \| Vélez Sarsfield \| 3:0 \| San Antonio Bulo Bulo \| \| 29 de mayo \| Montevideo \| Peñarol \| 0:0 \| Vélez Sarsfield \| \| 29 de mayo \| Asunción \| Olimpia \| 4:0 \| San Antonio Bulo Bulo \| |              |                       |           |                       |
| Fecha | Lugar        | Local                 | Resultado | Visitante             |
| 2 de abril | Buenos Aires | Vélez Sarsfield       | 2:1       | Peñarol               |
| 2 de abril | Cochabamba   | San Antonio Bulo Bulo | 3:2       | Olimpia               |
| 8 de abril | Montevideo   | Peñarol               | 2:0       | San Antonio Bulo Bulo |
| 9 de abril | Asunción     | Olimpia               | 0:4       | Vélez Sarsfield       |
| 23 de abril | Asunción     | Olimpia               | 0:0       | Peñarol               |
| 23 de abril | Cochabamba   | San Antonio Bulo Bulo | 2:1       | Vélez Sarsfield       |
| 6 de mayo | Cochabamba   | San Antonio Bulo Bulo | 0:3       | Peñarol               |
| 8 de mayo | Buenos Aires | Vélez Sarsfield       | 1:1       | Olimpia               |
| 14 de mayo | Montevideo   | Peñarol               | 3:2       | Olimpia               |
| 14 de mayo | Buenos Aires | Vélez Sarsfield       | 3:0       | San Antonio Bulo Bulo |
| 29 de mayo | Montevideo   | Peñarol               | 0:0       | Vélez Sarsfield       |
| 29 de mayo | Asunción     | Olimpia               | 4:0       | San Antonio Bulo Bulo |

## Equipos transferidos a la Copa Sudamericana 2025
Los cuatro perdedores de la fase 3 son transferidos a la fase de grupos de la Copa Sudamericana 2025 y los ocho terceros de la fase de grupos serán transferidos a los play-off de octavos de final del mismo torneo.
| Equipo                  | Procedencia |
| ----------------------- | ----------- |
| Deportes Iquique        | Fase 3      |
| Boston River            | Fase 3      |
| Melgar                  | Fase 3      |
| Corinthians             | Fase 3      |
| Universidad de Chile    | Grupo A     |
| Independiente del Valle | Grupo B     |
| Central Córdoba (SdE)   | Grupo C     |
| Alianza Lima            | Grupo D     |
| Atlético Bucaramanga    | Grupo E     |
| Bahia                   | Grupo F     |
| Bolívar                 | Grupo G     |
| San Antonio Bulo Bulo   | Grupo H     |

## Fases finales
Las fases finales estarán compuestas por cuatro etapas: octavos, cuartos, semifinales y final. Se disputarán por eliminación directa, en partidos de ida y vuelta con excepción de la final que se jugará a partido único. A partir de esta edición no se tendrá en cuenta el gol de visitante como método de desempate.
A los fines de establecer las llaves de la primera etapa, los dieciséis equipos serán ordenados en dos tablas, una con los clasificados como primeros (numerados del 1 al 8 de acuerdo con su desempeño en la fase de grupos, determinada según los criterios de clasificación), y otra con aquellos clasificados como segundos (numerados del 9 al 16, con el mismo criterio), enfrentándose en octavos de final un equipo de los que terminó en la primera posición contra uno de los que ocupó la segunda posición.

### Tabla de primeros
| N.º | Equipo           | Pts. | PJ | PG | PE | PP | GF | GC | DG |
| --- | ---------------- | ---- | -- | -- | -- | -- | -- | -- | -- |
| 1   | Palmeiras        | 18   | 6  | 6  | 0  | 0  | 17 | 4  | 13 |
| 2   | São Paulo        | 14   | 6  | 4  | 2  | 0  | 10 | 4  | 6  |
| 3   | Racing Club      | 13   | 6  | 4  | 1  | 1  | 14 | 3  | 11 |
| 4   | River Plate      | 12   | 6  | 3  | 3  | 0  | 13 | 7  | 6  |
| 5   | Estudiantes (LP) | 12   | 6  | 4  | 0  | 2  | 11 | 5  | 6  |
| 6   | Vélez Sarsfield  | 11   | 6  | 3  | 2  | 1  | 11 | 4  | 7  |
| 7   | Internacional    | 11   | 6  | 3  | 2  | 1  | 12 | 8  | 4  |
| 8   | Liga de Quito    | 11   | 6  | 3  | 2  | 1  | 8  | 4  | 4  |

### Tabla de segundos
| N.º | Equipo            | Pts. | PJ | PG | PE | PP | GF | GC | DG |
| --- | ----------------- | ---- | -- | -- | -- | -- | -- | -- | -- |
| 9   | Botafogo          | 12   | 6  | 4  | 0  | 2  | 8  | 5  | 3  |
| 10  | Peñarol           | 11   | 6  | 3  | 2  | 1  | 9  | 4  | 5  |
| 11  | Flamengo          | 11   | 6  | 3  | 2  | 1  | 6  | 3  | 3  |
| 12  | Atlético Nacional | 9    | 6  | 3  | 0  | 3  | 7  | 6  | 1  |
| 13  | Libertad          | 9    | 6  | 2  | 3  | 1  | 6  | 5  | 1  |
| 14  | Fortaleza         | 8    | 6  | 2  | 2  | 2  | 8  | 5  | 3  |
| 15  | Universitario     | 8    | 6  | 2  | 2  | 2  | 4  | 4  | 0  |
| 16  | Cerro Porteño     | 7    | 6  | 2  | 1  | 3  | 7  | 11 | –4 |

### Cuadro de desarrollo
|  | Octavos de final   | Octavos de final   | Octavos de final   | Octavos de final     | Octavos de final   |                   |   | Cuartos de final       | Cuartos de final       | Cuartos de final       | Cuartos de final       | Cuartos de final       |  |  | Semifinales         | Semifinales         | Semifinales         | Semifinales         | Semifinales         |  |  | Final           | Final           | Final           |  |
|  | 12 al 21 de agosto | 12 al 21 de agosto | 12 al 21 de agosto | 12 al 21 de agosto   | 12 al 21 de agosto |                   |   | 16 al 25 de septiembre | 16 al 25 de septiembre | 16 al 25 de septiembre | 16 al 25 de septiembre | 16 al 25 de septiembre |  |  | 21 al 29 de octubre | 21 al 29 de octubre | 21 al 29 de octubre | 21 al 29 de octubre | 21 al 29 de octubre |  |  | 29 de noviembre | 29 de noviembre | 29 de noviembre |  |
|  |                    |                    |                    |                      |                    |                   |   |                        |                        |                        |                        |                        |  |  |                     |                     |                     |                     |                     |  |  |                 |                 |                 |  |
|  |                    |                    |                    |                      |                    |                   |   |                        |                        |                        |                        |                        |  |  |                     |                     |                     |                     |                     |  |  |                 |                 |                 |  |
|  | 3                  | Racing Club        | 0                  | 3                    | 3                  |                   |   |                        |                        |                        |                        |                        |  |  |                     |                     |                     |                     |                     |  |  |                 |                 |                 |  |
|  | 3                  | Racing Club        | 0                  | 3                    | 3                  |                   |   |                        |                        |                        |                        |                        |  |  |                     |                     |                     |                     |                     |  |  |                 |                 |                 |  |
|  | 10                 | Peñarol            | 1                  | 1                    | 2                  |                   |   |                        |                        |                        |                        |                        |  |  |                     |                     |                     |                     |                     |  |  |                 |                 |                 |  |
|  | 10                 | Peñarol            | 1                  | 1                    | 2                  |                   | 3 | Racing Club            |                        |                        |                        |                        |  |  |                     |                     |                     |                     |                     |  |  |                 |                 |                 |  |
|  |                    |                    |                    |                      |                    |                   | 3 | Racing Club            |                        |                        |                        |                        |  |  |                     |                     |                     |                     |                     |  |  |                 |                 |                 |  |
|  |                    |                    | 6                  | Vélez Sarsfield      |                    |                   |   |                        |                        |                        |                        |                        |  |  |                     |                     |                     |                     |                     |  |  |                 |                 |                 |  |
|  | 6                  | Vélez Sarsfield    | 6                  | Vélez Sarsfield      | 0                  | 2                 | 2 |                        |                        |                        |                        |                        |  |  |                     |                     |                     |                     |                     |  |  |                 |                 |                 |  |
|  | 6                  | Vélez Sarsfield    |                    |                      |                    |                   |   |                        |                        |                        |                        |                        |  |  |                     |                     |                     |                     |                     |  |  |                 |                 |                 |  |
|  | 14                 | Fortaleza          | 0                  | 0                    | 0                  |                   |   |                        |                        |                        |                        |                        |  |  |                     |                     |                     |                     |                     |  |  |                 |                 |                 |  |
|  | 14                 | Fortaleza          | 0                  | 0                    | 0                  |                   |   |                        | Bandera de Argentina   |                        |                        |                        |  |  |                     |                     |                     |                     |                     |  |  |                 |                 |                 |  |
|  |                    |                    |                    |                      |                    |                   |   |                        |                        |                        |                        |                        |  |  |                     |                     |                     |                     |                     |  |  |                 |                 |                 |  |
|  |                    |                    |                    |                      |                    |                   |   |                        |                        |                        |                        |                        |  |  |                     |                     |                     |                     |                     |  |  |                 |                 |                 |  |
|  | 5                  | Estudiantes (LP)   | 1                  | 0                    | 1                  |                   |   |                        |                        |                        |                        |                        |  |  |                     |                     |                     |                     |                     |  |  |                 |                 |                 |  |
|  | 5                  | Estudiantes (LP)   | 1                  | 0                    | 1                  |                   |   |                        |                        |                        |                        |                        |  |  |                     |                     |                     |                     |                     |  |  |                 |                 |                 |  |
|  | 16                 | Cerro Porteño      | 0                  | 0                    | 0                  |                   |   |                        |                        |                        |                        |                        |  |  |                     |                     |                     |                     |                     |  |  |                 |                 |                 |  |
|  | 16                 | Cerro Porteño      | 0                  | 0                    | 0                  |                   | 5 | Estudiantes (LP)       |                        |                        |                        |                        |  |  |                     |                     |                     |                     |                     |  |  |                 |                 |                 |  |
|  |                    |                    |                    |                      |                    |                   | 5 | Estudiantes (LP)       |                        |                        |                        |                        |  |  |                     |                     |                     |                     |                     |  |  |                 |                 |                 |  |
|  |                    |                    |                    | Bandera de Brasil    |                    |                   |   |                        |                        |                        |                        |                        |  |  |                     |                     |                     |                     |                     |  |  |                 |                 |                 |  |
|  | 7                  | Internacional      | 0                  |                      |                    |                   |   |                        |                        |                        |                        |                        |  |  |                     |                     |                     |                     |                     |  |  |                 |                 |                 |  |
|  | 7                  | Internacional      | 0                  |                      |                    |                   |   |                        |                        |                        |                        |                        |  |  |                     |                     |                     |                     |                     |  |  |                 |                 |                 |  |
|  | 11                 | Flamengo           | 1                  |                      |                    |                   |   |                        |                        |                        |                        |                        |  |  |                     |                     |                     |                     |                     |  |  |                 |                 |                 |  |
|  | 11                 | Flamengo           | 1                  |                      |                    |                   |   |                        |                        |                        |                        |                        |  |  |                     |                     |                     |                     |                     |  |  |                 |                 |                 |  |
|  |                    |                    |                    |                      |                    |                   |   |                        |                        |                        |                        |                        |  |  |                     |                     |                     |                     |                     |  |  |                 |                 |                 |  |
|  |                    |                    |                    |                      |                    |                   |   |                        |                        |                        |                        |                        |  |  |                     |                     |                     |                     |                     |  |  |                 |                 |                 |  |
|  | 2                  | São Paulo          | 0                  | 1                    | 1 (4)              |                   |   |                        |                        |                        |                        |                        |  |  |                     |                     |                     |                     |                     |  |  |                 |                 |                 |  |
|  | 2                  | São Paulo          | 0                  | 1                    | 1 (4)              |                   |   |                        |                        |                        |                        |                        |  |  |                     |                     |                     |                     |                     |  |  |                 |                 |                 |  |
|  | 12                 | Atlético Nacional  | 0                  | 1                    | 1 (3)              |                   |   |                        |                        |                        |                        |                        |  |  |                     |                     |                     |                     |                     |  |  |                 |                 |                 |  |
|  | 12                 | Atlético Nacional  | 0                  | 1                    | 1 (3)              |                   | 2 | São Paulo              |                        |                        |                        |                        |  |  |                     |                     |                     |                     |                     |  |  |                 |                 |                 |  |
|  |                    |                    |                    |                      |                    |                   | 2 | São Paulo              |                        |                        |                        |                        |  |  |                     |                     |                     |                     |                     |  |  |                 |                 |                 |  |
|  |                    |                    |                    |                      |                    |                   |   |                        |                        |                        |                        |                        |  |  |                     |                     |                     |                     |                     |  |  |                 |                 |                 |  |
|  | 8                  | Liga de Quito      | 0                  |                      |                    |                   |   |                        |                        |                        |                        |                        |  |  |                     |                     |                     |                     |                     |  |  |                 |                 |                 |  |
|  | 8                  | Liga de Quito      | 0                  |                      |                    |                   |   |                        |                        |                        |                        |                        |  |  |                     |                     |                     |                     |                     |  |  |                 |                 |                 |  |
|  | 9                  | Botafogo           | 1                  |                      |                    |                   |   |                        |                        |                        |                        |                        |  |  |                     |                     |                     |                     |                     |  |  |                 |                 |                 |  |
|  | 9                  | Botafogo           | 1                  |                      |                    |                   |   |                        |                        |                        |                        |                        |  |  |                     |                     |                     |                     |                     |  |  |                 |                 |                 |  |
|  |                    |                    |                    |                      |                    |                   |   |                        |                        |                        |                        |                        |  |  |                     |                     |                     |                     |                     |  |  |                 |                 |                 |  |
|  |                    |                    |                    |                      |                    |                   |   |                        |                        |                        |                        |                        |  |  |                     |                     |                     |                     |                     |  |  |                 |                 |                 |  |
|  | 1                  | Palmeiras          | 4                  |                      |                    |                   |   |                        |                        |                        |                        |                        |  |  |                     |                     |                     |                     |                     |  |  |                 |                 |                 |  |
|  | 1                  | Palmeiras          | 4                  |                      |                    |                   |   |                        |                        |                        |                        |                        |  |  |                     |                     |                     |                     |                     |  |  |                 |                 |                 |  |
|  | 15                 | Universitario      | 0                  |                      |                    |                   |   |                        |                        |                        |                        |                        |  |  |                     |                     |                     |                     |                     |  |  |                 |                 |                 |  |
|  | 15                 | Universitario      | 0                  |                      | 1                  | Bandera de Brasil |   |                        |                        |                        |                        |                        |  |  |                     |                     |                     |                     |                     |  |  |                 |                 |                 |  |
|  |                    |                    |                    |                      |                    | Bandera de Brasil |   |                        |                        |                        |                        |                        |  |  |                     |                     |                     |                     |                     |  |  |                 |                 |                 |  |
|  |                    |                    | 4                  | Bandera de Argentina |                    |                   |   |                        |                        |                        |                        |                        |  |  |                     |                     |                     |                     |                     |  |  |                 |                 |                 |  |
|  | 4                  | River Plate        | 4                  | Bandera de Argentina | 0                  |                   |   |                        |                        |                        |                        |                        |  |  |                     |                     |                     |                     |                     |  |  |                 |                 |                 |  |
|  | 4                  | River Plate        |                    |                      |                    |                   |   |                        |                        |                        |                        |                        |  |  |                     |                     |                     |                     |                     |  |  |                 |                 |                 |  |
|  | 13                 | Libertad           | 0                  |                      |                    |                   |   |                        |                        |                        |                        |                        |  |  |                     |                     |                     |                     |                     |  |  |                 |                 |                 |  |
|  | 13                 | Libertad           | 0                  |                      |                    |                   |   |                        |                        |                        |                        |                        |  |  |                     |                     |                     |                     |                     |  |  |                 |                 |                 |  |
|  |                    |                    |                    |                      |                    |                   |   |                        |                        |                        |                        |                        |  |  |                     |                     |                     |                     |                     |  |  |                 |                 |                 |  |

Nota: En las series a dos partidos, el equipo con el menor número de orden es el que define como local.

### Octavos de final
| 12 de agosto, 19:00 (UTC-3) | Fortaleza | 0:0     | Vélez Sarsfield | Arena Castelão, Fortaleza                    |                                              |
|                             |           | Reporte |                 | Árbitro(s): Derlis López VAR: Ulises Mereles | Árbitro(s): Derlis López VAR: Ulises Mereles |

| 19 de agosto, 19:00 (UTC-3) | Vélez Sarsfield | 2:0 (2:0) | Fortaleza | Estadio José Amalfitani, Buenos Aires       |                                             |
|                             |                 | Reporte   |           | Árbitro(s): Andrés Rojas VAR: Heider Castro | Árbitro(s): Andrés Rojas VAR: Heider Castro |

| 12 de agosto, 19:30 (UTC-5) | Atlético Nacional | 0:0     | São Paulo | Estadio Atanasio Girardot, Medellín             |                                                 |
|                             |                   | Reporte |           | Árbitro(s): Gustavo Tejera VAR: Leodán González | Árbitro(s): Gustavo Tejera VAR: Leodán González |

| 19 de agosto, 21:30 (UTC-3) | São Paulo                                              | 1:1 (1:0) (4:3 p.)         | Atlético Nacional                                  | Estadio Morumbi, São Paulo                     |                                                |
|                             | André Silva 3'                                         | Reporte                    | Morelos 70' (pen.)                                 | Árbitro(s): Nicolás Ramírez VAR: Silvio Trucco | Árbitro(s): Nicolás Ramírez VAR: Silvio Trucco |
|                             |                                                        | Tiros desde el punto penal |                                                    |                                                |                                                |
|                             | Lucas Moura · Marcos Antônio · Luciano · Díaz · Cédric |                            | Uribe · Campuzano · Morelos · Tesillo · Hinestroza |                                                |                                                |

| 12 de agosto, 21:30 (UTC-3) | Peñarol    | 1:0 (0:0) | Racing Club | Estadio Campeón del Siglo, Montevideo       |                                             |
|                             | Terans 78' | Reporte   |             | Árbitro(s): Raphael Claus VAR: Wagner Reway | Árbitro(s): Raphael Claus VAR: Wagner Reway |

| 19 de agosto, 21:30 (UTC-3) | Racing Club                           | 3:1 (1:1) | Peñarol     | Estadio El Cilindro, Avellaneda          |                                          |
|                             | Martínez 7', 83' (pen.) · Pardo 90+4' | Reporte   | Herrera 15' | Árbitro(s): Wilmar Roldán VAR: Juan Lara | Árbitro(s): Wilmar Roldán VAR: Juan Lara |

| 13 de agosto, 19:00 (UTC-3) | Cerro Porteño | 0:1 (0:0) | Estudiantes (LP)       | Estadio General Pablo Rojas, Asunción        |                                              |
|                             |               | Reporte   | Ascacíbar 90+8' (pen.) | Árbitro(s): Piero Maza VAR: Rodrigo Carvajal | Árbitro(s): Piero Maza VAR: Rodrigo Carvajal |

| 20 de agosto, 19:00 (UTC-3) | Estudiantes (LP) | 0:0     | Cerro Porteño | Estadio Jorge Luis Hirschi, La Plata          |                                               |
|                             |                  | Reporte |               | Árbitro(s): Jesús Valenzuela VAR: Carlos Orbe | Árbitro(s): Jesús Valenzuela VAR: Carlos Orbe |

| 13 de agosto, 21:30 (UTC-3) | Flamengo           | 1:0 (0:0) | Internacional | Estadio Maracaná, Río de Janeiro                  |                                                   |
|                             | Bruno Henrique 28' | Reporte   |               | Árbitro(s): Darío Herrera VAR: Hernán Mastrángelo | Árbitro(s): Darío Herrera VAR: Hernán Mastrángelo |

| 20 de agosto, 21:30 (UTC-3) | Internacional | vs.     | Flamengo | Estadio Beira-Rio, Porto Alegre                |                                                |
|                             |               | Reporte |          | Árbitro(s): Esteban Ostojich VAR: Andrés Cunha | Árbitro(s): Esteban Ostojich VAR: Andrés Cunha |

| 14 de agosto, 19:00 (UTC-3) | Botafogo | 1:0 (1:0) | Liga de Quito | Estadio Nilton Santos, Río de Janeiro          |                                                |
|                             | Artur 1' | Reporte   |               | Árbitro(s): Wilmar Roldán VAR: David Rodríguez | Árbitro(s): Wilmar Roldán VAR: David Rodríguez |

| 21 de agosto, 17:00 (UTC-5) | Liga de Quito | vs.     | Botafogo | Estadio Rodrigo Paz Delgado, Quito            |                                               |
|                             |               | Reporte |          | Árbitro(s): Facundo Tello VAR: Germán Delfino | Árbitro(s): Facundo Tello VAR: Germán Delfino |

| 14 de agosto, 19:30 (UTC-5) | Universitario | 0:4 (0:3) | Palmeiras                                          | Estadio Monumental, Lima                     |                                              |
|                             |               | Reporte   | Gómez 7' (pen.) · López 12', 75' · Vitor Roque 38' | Árbitro(s): Facundo Tello VAR: Silvio Trucco | Árbitro(s): Facundo Tello VAR: Silvio Trucco |

| 21 de agosto, 21:30 (UTC-3) | Palmeiras | vs.     | Universitario | Allianz Parque, São Paulo                    |                                              |
|                             |           | Reporte |               | Árbitro(s): Piero Maza VAR: Rodrigo Carvajal | Árbitro(s): Piero Maza VAR: Rodrigo Carvajal |

| 14 de agosto, 21:30 (UTC-3) | Libertad | 0:0     | River Plate | Estadio La Huerta, Asunción                    |                                                |
|                             |          | Reporte |             | Árbitro(s): Wilton Sampaio VAR: Rodolpho Toski | Árbitro(s): Wilton Sampaio VAR: Rodolpho Toski |

| 21 de agosto, 21:30 (UTC-3) | River Plate | vs.     | Libertad | Estadio Monumental, Buenos Aires                   |                                                    |
|                             |             | Reporte |          | Árbitro(s): Andrés Matonte VAR: Christian Ferreyra | Árbitro(s): Andrés Matonte VAR: Christian Ferreyra |

## Estadísticas

### Goleadores
| Jugador           | Club                    | Goles | Part. |
| ----------------- | ----------------------- | ----- | ----- |
| Adrián Martínez   | Racing Club             | 6     | 8     |
| Ramiro Vaca       | Bolívar                 | 5     | 4     |
| José Manuel López | Palmeiras               | 5     | 6     |
| Alan Patrick      | Internacional           | 5     | 7     |
| Hernán Barcos     | Alianza Lima            | 5     | 12    |
| Estêvão           | Palmeiras               | 4     | 5     |
| Kevin Viveros     | Atlético Nacional       | 4     | 5     |
| Álex Arce         | Liga de Quito           | 4     | 6     |
| Claudio Spinelli  | Independiente del Valle | 4     | 6     |
| Maher Carrizo     | Vélez Sarsfield         | 4     | 7     |

### Asistidores
| Jugador            | Club              | Asistencias |
| ------------------ | ----------------- | ----------- |
| Leonardo Fernández | Peñarol           | 4           |
| Javier Cabrera     | Peñarol           | 3           |
| Cecilio Domínguez  | Cerro Porteño     | 3           |
| Elías Gómez        | Vélez Sarsfield   | 3           |
| Marino Hinestroza  | Atlético Nacional | 3           |
| Luiz Araújo        | Flamengo          | 3           |
| Bryan Ramírez      | Liga de Quito     | 3           |
| Patricio Rodríguez | Bolívar           | 3           |
| Jonathan Torres    | Cerro Porteño     | 3           |
| Lucas Villalba     | Nacional          | 3           |
| Facundo Zabala     | Olimpia           | 3           |